# Beyond the Gate
Beyond the Gate es un EP de la banda japonesa Moi dix Mois lanzado el 1 de marzo de 2006 tanto en Japón como en Europa. Alcanzó el número # 84 en el Oricon Style Albums Weekly Chart y se mantuvo en las listas durante dos semanas.

## Lista de canciones
Todas las canciones escritas y compuestas por Mana. 
| CD (Edición regular) |                              |          |  |
| N.º                  | Título                       | Duración |  |
| 1.                   | «The other side in blood»    | 1:00     |  |
| 2.                   | «Eternally Beyond»           | 4:25     |  |
| 3.                   | «deus ex machina»            | 3:50     |  |
| 4.                   | «Vain»                       | 4:43     |  |
| 5.                   | «Deflower»                   | 4:28     |  |
| 6.                   | «unmoved»                    | 4:16     |  |
| 7.                   | «The other side of the door» | 3:03     |  |
| 25:48                |                              |          |  |

| CD (Edición limitada) |                                   |          |  |
| N.º                   | Título                            | Duración |  |
| 1.                    | «The other side in blood»         | 1:00     |  |
| 2.                    | «Eternally Beyond»                | 4:25     |  |
| 3.                    | «deus ex machina»                 | 3:50     |  |
| 4.                    | «Vain»                            | 4:43     |  |
| 5.                    | «Deflower»                        | 4:28     |  |
| 6.                    | «unmoved»                         | 4:16     |  |
| 7.                    | «The other side of the door»      | 3:03     |  |
| 8.                    | «Eternally Beyond [Instrumental]» | 4:24     |  |
| 9.                    | «deus ex machina [Instrumental]»  | 3:50     |  |
| 10.                   | «Vain [Instrumental]»             | 4:42     |  |
| 11.                   | «Deflower [Instrumental]»         | 4:31     |  |
| 12.                   | «unmoved [Instrumental]»          | 4:21     |  |
| 47:36                 |                                   |          |  |